# Charles Gibson (Spezialeffektkünstler)
Charles „Charlie“ Gibson ist ein US-amerikanischer Spezialeffektkünstler, der 1996 und 2007 den Oscar in der Kategorie Beste visuelle Effekte erhielt.

## Leben
Er wurde als Sohn des Schauspielers Henry Gibson und der Drehbuchautorin Lois Gibson geboren. Seine erste Anstellung im Bereich Visuelle Effekte war für die Fernsehserien Knight Rider und Otherworld. 1987 gründete er das auf Herstellung von visuellen Effekten spezialisierte Unternehmen Rhythm and Hues mit, für das er 1995 als Leiter an Ein Schweinchen namens Babe mitarbeitete. Hierfür erhielt er 1996 einen Oscar in der Kategorie Beste visuelle Effekte. 
In den folgenden Jahren wirkte er an Filmen wie The Green Mile, Ring und Fluch der Karibik mit, für den er 2004 ein zweites Mal für den Oscar nominiert wurde. Für die Fortsetzung, Pirates of the Caribbean – Fluch der Karibik 2, erhielt er 2007 einen weiteren Oscar in derselben Kategorie und für den dritten Teil der Serie wurde er ein viertes Mal nominiert. Danach folgten als Leiter Visuelle Effekte Filme wie Terminator: Die Erlösung und Pirates of the Caribbean – Fremde Gezeiten.

## Filmografie
- 1984–1986: Knight Rider (41 Folgen)
- 1985: Otherworld  (8 Folgen)
- 1988: Probe (7 Folgen)
- 1991: Flug durch die Hölle (Flight of the Intruder)
- 1995: Ein Schweinchen namens Babe (Babe)
- 1996: Kazaam – Der Geist aus der Flasche (Kazaam)
- 1997: Mäusejagd (Mousehunt)
- 1999: An deiner Seite (The Story of Us)
- 1999: The Green Mile
- 2000: Dr. T and the Women
- 2001: The Majestic
- 2002: Mord nach Plan (Murder by Numbers)
- 2002: Ring (The Ring)
- 2003: Fluch der Karibik (Pirates of the Caribbean: The Curse of the Black Pearl)
- 2004: Terminal (The Terminal)
- 2005: The Weather Man
- 2006: Pirates of the Caribbean – Fluch der Karibik 2 (Pirates of the Caribbean: Dead Man's Chest)
- 2007: Pirates of the Caribbean – Am Ende der Welt (Pirates of the Caribbean: At World's End)
- 2009: Terminator: Die Erlösung (Terminator Salvation)
- 2011: Pirates of the Caribbean – Fremde Gezeiten (Pirates of the Caribbean: On Stranger Tides)